# روژیتسا سوکیچ
روژیتسا سوکیچ (سیریلیک صربی: Ружица Сокић؛ ۱۴ دسامبر ۱۹۳۴ – ۱۹ دسامبر ۲۰۱۳) یک هنرپیشه اهل صربستان بود. وی بین سال‌های ۱۹۵۷ تا ۲۰۱۱ میلادی فعالیت می‌کرد.
از فیلم‌ها یا برنامه‌های تلویزیونی که وی در آن نقش داشته است می‌توان به جشن اکتبر اشاره کرد.